# Filia (córka Antypatra)
Filia (gr.: Φίλα, zm. 287 p.n.e.) – córka Antypatra, regenta królestwa Macedonii, opiewana przez starożytnych pisarzy jako jedna z najszlachetniejszych i najbardziej prawych kobiet swoich czasów. Jej zdolności i ocena sytuacji zwracały na nią uwagę już w młodym wieku, tak że jej ojciec, Antypater, często omawiał z nią sprawy natury politycznej i niemal zawsze stosował się do jej rad.

## Życiorys
Według Antoniusza Diogenesa, pierwszym mężem Filii był Balakrus (prawdopodobnie satrapa Kapadocji o tym samym imieniu), którego poślubiła na początku 332 roku p.n.e. W dziesięć lat później ojciec wydał ją za mąż za Kraterosa w zamian za wsparcie jakie udzielił Antypatrowi podczas wojny lamijskiej. Po śmierci Kraterosa w 321 roku p.n.e., po raz kolejny wyszła za mąż za znacznie od niej młodszego Demetriusza I Poliorketesa, syna Antygona.
Zawarcie ostatniego małżeństwa Filii miało miejsce pomiędzy 319 a 315 rokiem p.n.e., kiedy to została przez męża powierzona opiece Aristona, przyjaciela Eumenesa w 315 p.n.e.. Pomimo dużej różnicy wieku, Filia wydawała się mieć wielki wpływ na swojego młodzieńczego męża, który traktował ją z największym szacunkiem i poważaniem, za co odwdzięczała mu się głęboką miłością, nigdy nie okazując zazdrości z powodu jego licznych kochanek i kolejnych małżeństw. Podczas wielu zmiennych kolei losu jakich doświadczał Demetriusz, Filia przebywała na Cyprze skąd wysyłała listy i cenne prezenty do męża zajętego oblężeniem Rodos.
Po bitwie pod Ipsos, dołączyła do Demetriusza, który odesłał ją do jej brata Kassandra w Macedonii, gdzie zaczęła się starać o zawiązanie traktatu pokojowego między nim a Demetriuszem. Wydaje się, że powróciła na Cypr, gdzie w 295 roku p.n.e. była oblegana w Salaminie Cypryjskiej przez króla Egiptu Ptolemeusza I i ostatecznie została zmuszona do poddania się, ale przez którego była traktowana z daleko posuniętym szacunkiem i wysłana wraz z jej dziećmi do nieogarniętej zawieruchą wojenną Macedonii. Tam na własne oczy zobaczyła jak krucha jest potęga jej męża i podjęła starania w celu zabezpieczenia lojalności macedońskiego ludu. Ale wówczas, w 287 roku p.n.e., nieoczekiwana rewolucja raz jeszcze strąciła Demetriusza z tronu, Filia, niezdolna znieść myśli o tym, że fortuna się od niego odwróciła i straciwszy nadzieję, odebrała sobie życie w Kasandreii.

## Dziedzictwo
Filia w przeciwieństwie do innych kobiet czasów wojen diadochów używała swoich wpływów w celach pokojowych, chroniąc uciskanych i starając się stłumić gwałtowną żądzę władzy w tych co ją otaczali. Pozostawiła dwoje dzieci ze związku z Demetriuszem; Antygona, zwanego Gonatas, który został królem Macedonii, i córkę, Stratonikę, poślubioną po raz pierwszy Seleukosowi I Nikatorowi, a następnie jego synowi Antiochowi I Soterowi. Miała również syna z Kraterosem, który nosił imię ojca. Ateńczycy chcąc się odwdzięczyć Demetriuszowi za wsparcie jakiego wielokrotnie im udzielał, poświęcili świątynię Filli, którą czcili pod imieniem Afrodyty Filli.